# F. Holland Day

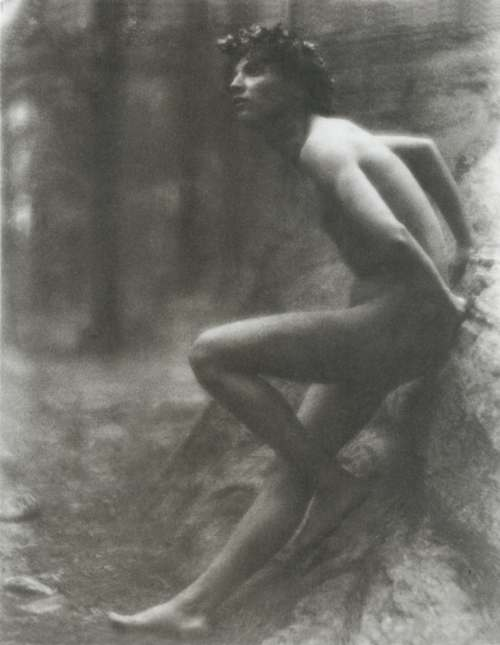
Youth Sitting on a Stone, por F. Holland Day (1907)

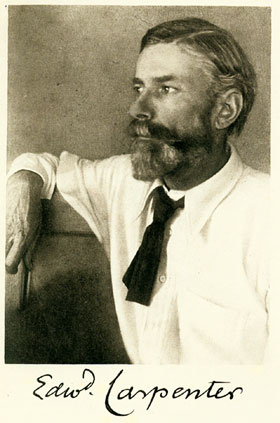
Retrato de Edward Carpenter, o activista de direitos dos gay, por F. Holland Day

Fred Holland Day (Boston, 8 de Julho de 1864 - 21 de Novembro de 1933) foi um fotógrafo e editor norte-americano. Foi um dos primeiros a defender nos E.U.A. que a fotografia devia ser considerada arte.

## Biografia

### Vida
Day era filho de um mercador de Boston e toda a sua vida foi independente financeiramente. Começou por estudar pintura.
was the son of a Boston merchant, and was a man of independent means for all his life.  He first trained as a painter.

## Literatura
- Estelle Jussim. Slave to Beauty: The Eccentric Life and Controversial Career of F. Holland Day (1981).
- Stephen M. Parrish. Currents of the Nineties in Boston and London: Fred Holland Day, Louise Imogen Guiney, and Their Circle (1987).
- James Crump. F. Holland Day: Suffering the Ideal (1995).
- F.Holland Day: Selected Texts and Bibliography (1995).
- Samuel Coale et al. New Perspectives on F. Holland Day (1998).
- Patricia Fanning. Through an Uncommon Lens: The Life and Photography of F. Holland Day (2008).